# Be the One (Rudimental)
Be the One è un singolo del gruppo musicale britannico Rudimental, pubblicato il 10 dicembre 2020 come terzo estratto dal quarto album in studio Ground Control.

## Descrizione
Il brano è stato realizzato in collaborazione con Morgan, Digga D e Tike, la prima dei quali già collaboratrice con i Rudimental al singolo del 2019 Mean That Much. Secondo quanto spiegato da Kesi Dryder la versione embrionale del brano presentava sonorità marcatamente afrobeat ed era stata composta con Morgan e Tike, ma durante la pandemia di COVID-19 il gruppo ha lavorato nuovamente alla struttura musicale, rendendola più elettronica, e poco tempo dopo hanno proposto la nuova versione a Digga D, che ha aggiunto la propria parte durante le fasi finali di realizzazione.
Il 5 febbraio 2021 il gruppo ha reso disponibile la versione dub del brano, mentre poche settimane più tardi è stata la volta della seconda parte, caratterizzata dall'assenza di Digga D.

## Video musicale
Sebbene non sia stato realizzato alcun video per il brano, il 19 febbraio 2021 i Rudimental hanno presentato un video della seconda parte, diretto da Chirolles Khalil.

## Tracce
Testi e musiche di Piers Aggett, Amir Amor, Leon Rolle, Kesi Dryden, Morgan Connie Smith, Warren O'Grady, Jay Weathers e Rhys Herbert.
Download digitale
1. Be the One (feat. Morgan, Digga D & Tike) – 3:05

Download digitale – Dub
1. Be the One (feat. Morgan, Digga D, Tike & Keeya Keys) (Dub) – 2:58

Download digitale – Beanie Stripped Back Mix
1. Be the One (feat. Morgan, Digga D & Tike) (Beanie Stripped Back Mix) – 3:15

Download digitale – seconda parte
1. Be the One, Pt. 2 (feat. Morgan & Tike) – 2:46

## Formazione
Gruppo
- Piers Aggett – programmazione della batteria, sintetizzatore
- Amir Amor – programmazione della batteria, sintetizzatore
- Kesi Dryden – programmazione della batteria, sintetizzatore
- Leon Rolle – percussioni, tastiera

Altri musicisti
- Morgan – voce
- Digga D – voce
- Tike – voce
- S1mba – cori
- Jay Weathers – programmazione della batteria
- Renell Shaw – chitarra elettrica, sintetizzatore

Produzione
- Rudimental – produzione
- Jay Weathers – produzione
- Greg Freeman – missaggio
- Kevin Grainger – mastering

## Classifiche
| Classifica (2020)   | Posizione massima |
| ------------------- | ----------------- |
| Regno Unito (dance) | 12                |